# Luc Durand (acteur)
Pour les articles homonymes, voir Luc Durand et Durand.
Luc Durand, né le 14 septembre 1935 à Montréal et mort le 3 juillet 2000 dans la même ville, est un comédien et metteur en scène canadien.
Il est surtout connu pour son rôle de Gobelet, le copain bucolique de Sol dans la série télévisée populaire Sol et Gobelet, diffusée originellement de 1968 à 1971 sur Radio-Canada et pour avoir prêté sa voix à l'Inspecteur Gadget dans la première série datée de 1983 et à Garfield dans la série Garfield et ses amis.

## Biographie
Luc Durand commence sa carrière de comédien à l'âge de 8 ans au sein de la troupe de théâtre de son père Donat Durand avant d'intégrer La Roulotte de Paul Buissonneau en 1955.
Après avoir incarné le clown Gobelet dans l'émission Les Croquignoles, il joue le rôle de Biscuit avec Sol (Marc Favreau) dans le cadre de La Boîte à Surprise.  Par la suite, il reprend son personnage de Gobelet dans l'émission Sol et Gobelet.
Il campe aussi des personnages dans les séries Du tac au tac, Alexandre et le Roi et Virginie et anime l'émission scientifique Atome et Galaxie lors de la saison 1963-1964.
Homme de théâtre, il met en scène Le Dindon de Georges Feydeau en 1993 et L'Avare en 1995 au théâtre du Vieux-Terrebonne, production reprise à Montréal, puis partout au Québec et même à la télévision. Ces deux pièces sont couronnées « meilleure production de l'année au Québec ». 
À la radio, il prête sa voix à Turlututu dans l'émission pour la jeunesse homonyme diffusée en 1964 le samedi matin sur les ondes de Radio-Canada. Il double aussi plusieurs séries télévisées dont les rôles-titres d'Inspecteur Gadget, Garfield et Ren et Stimpy, mais aussi Mike Connors dans Mannix pour les épisodes doublés au Canada.
Il meurt à Montréal d'une tumeur au cerveau le 3 juillet 2000, à l'âge de 64 ans.
Il est le père d'Antoine Durand, Pascale Durand et Émilie Durand, tous comédiens.
Un parc de la Ville de Montréal porte son nom, à proximité de la Bibliothèque Marc-Favreau, dans le quartier Rosemont-La Petite-Patrie.
Le 17 août 2002, sa fille Emilie Durand, décide de se donner la mort en se jetant du haut du clocher de l'église de Baie Saint-Paul situé à Charlevoix au Québec. Elle n'avait que 22 ans.

## Théâtre
- 1955 : Le Roi Dagobert / Barbe-bleue / Arlequin, lingère du Palais / La pêche à la baleine, La Roulotte
- 1957 : Cadet Rouselle / Le chat botté / Cinéma muet, La Roulotte
- 1958 : Un simple soldat et Le Briquet (Le Soldat au briquet), La Roulotte
- 1958 : Ciel et Mécanique de et avec Luc Durand, Festival national de théâtre.  La pièce remporta 7 des 11 prix du festival.
- 1972 :  Doux temps des amours, théâtre de Marjolaine
- 1974 : La Moscheta, Gésu-NTC
- 1974 : Teresa, Théâtre populaire du Québec
- 1993 : Le Dindon de Georges Feydeau - en tant que metteur en scène
- 1995 : L'Avare, théâtre du Vieux-Terrebonne - en tant que metteur en scène

## Filmographie

### Cinéma
- 1973 : Souris, tu m'inquiètes (moyen métrage) de Aimée Danis : Jean-Pierre Beauchemin

### Télévision
- ? : Promenade dans la nature[1]
- ? : Découverte dans la forêt[1]
- 1963 - 1967 : Les Croquignoles: Gobelet
- 1963 - 1964 : Atome et Galaxie : animateur
- 1968 - 1971 : Sol et Gobelet: Gobelet
- 1976 - 1977 : Du tac au tac : Luc Vézina
- 1976 - 1978 : Alexandre et le Roi: le roi noir

## Doublage
La liste indique les titres québécois

### Cinéma

#### Longs métrages
- Rod Steiger dans :
  - Le Spécialiste (1994) : Joe Leon
  - La Fin des temps (1999) : le père Kovak
  - Hurricane (1999) : le juge Sarokin

- Vlasta Vrana dans :
  - Le Mandat (1997) : l'officier en chef du KGB
  - Grey Owl (1999) : Harry Champlin

- 1970 : Je n'ai jamais chanté pour mon père : Gene Garrison (Gene Hackman)
- 1972 : Mariage en blanc : Jim Dougall Sr. (Donald Pleasence)
- 1974 : L'Apprentissage de Duddy Kravitz : 	Oncle Benjy (Joseph Wiseman)
- 1976 : Ciné-Parc : Gifford (Trey Wilson)
- 1977 : Ils étaient cinq : Martin (Robin Gammell)
- 1980 : Les Fantômes de l’école militaire : Sergent-Major Chester B. Sweet (Victor French)
- 1982 : Embrasse-moi, je te quitte : Kendall (Paul Dooley)
- 1982 : Brewster et les six chenapans : Shérif (Barry Corbin)
- 1983 : Terry Fox, le coureur de l'espoir : Bill Vigars (Robert Duvall)
- 1985 : Le Prix de l'exploit : le docteur Conrad (John Amos)
- 1986 : Maléfices : Cranston (Paul McGaffey)
- 1987 : L'InterEspace : M. Wormwood (Henry Gibson)
- 1987 : Pour l'amour de l'argent : Jay (Peter Boyle)
- 1987 : Mio au royaume de nulle part : le forgeron d'épées (Sverre Anker Ousdal)
- 1989 : La Mémoire assassinée : Bob Champlain (Harvey Atkin)
- 1989 : Blaze : Thibodeaux (Jerry Hardin)
- 1989 : Combat à finir : Charlie (Bill Henderson)
- 1989 : Cours d'Anatomie : Dr Banumbra (Zakes Mokae)
- 1990 : Présumé Innocent : Louis Balestrieri (John Seitz)
- 1990 : Monsieur Destin : Boswell (Douglas Seale)
- 1990 : Joe contre le volcan : Mr. Waturi (Dan Hedaya)
- 1990 : Mon coin de paradis : Billy Sparrow/Johnny Bird (William Hickey)
- 1990 : Père : George Coleman (Tim Robertson)
- 1991 : La Fin de Freddy : L'Ultime Cauchemar : Freddy Krueger (Robert Englund)
- 1991 : Les Apprentis Cowboys : Phil Berquist (Daniel Stern)
- 1991 : Le Dernier Boy-Scout : le sénateur Calvin Baynard (Chelcie Ross)
- 1991 : Commando Suprême : le général Suitor (William Ball)
- 1991 : L'Indomptable 2 : L'anti-drogue : Weasel (Wally Martin)
- 1992 : Impardonnable : W. W. Beauchamp (Saul Rubinek)
- 1992 : Artiste et Voleur : Mario (Mark Camacho)
- 1992 : L'Agent Double : Agent Gerald Carver (Charles Martin Smith)
- 1993 : Le Destructeur : Dr Raymond Cocteau (Nigel Hawthorne)
- 1993 : Un monde idéal : Tom Adler (Leo Burmester)
- 1993 : Sans Retour : Kaufman (Miguel Ferrer)
- 1993 : Sur la ligne de feu : Jack Okura (Clyde Kusatsu)
- 1993 : En plein vol : Oncle Louis (Patrick Thomas O'Brien)
- 1993 : Philadelphie : Bud Beckett (Robert Castle)
- 1993 : Le Coup de Foudre : Michael (Matthew Walker)
- 1994 : Opération Hudsucker : Moses (Bill Cobbs)
- 1994 : Que la chasse commence : Walter Cole (Charles S. Dutton)
- 1994 : D2: Les mighty ducks - jeu de puissance : Tibbles (Michael Tucker)
- 1994 : Les Aventures de Lightning Jack : Dan Kurtz (Pat Hingle)
- 1994 : Q.I. : Nathan Liebknecht (Joseph Maher)
- 1995 : Meurtre avec préméditation : le juge Clawson (R. Lee Ermey)
- 1996 : L'Effaceur : Johnny Castelone (Robert Pastorelli)
- 1996 : Conquête du dragon d'or : Harry Smythe (Jack McGee)
- 1996 : Drôle de numéro : Dick Braxton (Robert Goulet)
- 1996 : Cuivres et Charbon : Ernie (Peter Martin)
- 1997 : La fin de la violence : Frank Cray (Pruitt Taylor Vince)
- 1998 : À Tout Jamais : Leonard de Vinci (Patrick Godfrey)
- 1998 : Bienvenue à Pleasantville : le réparateur TV (Don Knotts)
- 1998 : Meurtre parfait : Roger Brill (Gerry Becker)
- 1998 : Un si long voyage : Dinshawji (Sam Dastor)
- 1999 : L'Initié : Thomas Sandefur (Michael Gambon)
- 1999 : Le Célibataire : le prêtre (James Cromwell)

#### Films d'animation
- 1972 : Le Retour du Chat botté : le chef des méchants
- 1973 : 20 000 Lieues sous les mers : Capitaine Némo
- 1987 : Criquet et Grenouillot : Charles Carson
- 1987 : Le Pacha à Beverly Hills : Le Pacha
- 1994 : La Princesse des cygnes : Rapido
- 1997 : Les Chats ne dansent pas : Farley Wink
- 2000 : La Petite Sirène 2 : Retour à la mer : Écoutille

### Télévision

#### Téléfilms
- 1969 : Mon chien, le voleur : P.J. Applegate (Joe Flynn)
- 1980 : Alcatraz: The Whole Shocking Story : Bumpy Johnson (John Amos)
- 1981 : L'A.B.C. de la vie : Sal Galucci (Eli Wallach)
- 1983 : Le dernier Ninja : Aitaro Sakura (Mako Iwamatsu)
- 1985 : Le Combat de Charlie Grant : Epstein (David Bolt)
- 1986 : Nuage mortel : Wes Boggs (Kenneth McMillan)
- 1994 : Victime du passé : Sadler (M. Emmet Walsh)
- 1998 : Les Grands Inventeurs : Galilée : Galilée (Michael Moriarty)

#### Séries télévisées
- 1969-1970 : Les Espions : Alexander Scott (Bill Cosby)
- 1969-1975 : Mannix : Joe Mannix (Mike Connors)
- 1970-1975 : Oscar & Félix : Officier Murray Greshler (Al Molinaro)
- 1970-1978 : Monsieur Rosée : Josef Urban (Vladimír Menšík)
- 1973-1974 : Jason King : Ryland (Ronald Lacey)

#### Séries télévisées d'animation
- 1971-1972 : Les Pierrafeu : Joe Tête-de-Pierre et Monsieur Croque-Mitaine
- 1978 : Tofffsy et l'Herbe musicale : Otto
- 1980 : Le Pacha : Le Pacha
- 1980 : Squiddly la pieuvre : Squiddly (1re voix)
- 1983-1987 : Inspecteur Gadget : l'Inspecteur Gadget
- 1985 : Transformers : Dépisteur (Hound) (seulement pour les 3 premiers épisodes)
- 1989-1994 : Garfield et ses amis : Garfield
- 1998 : Ren et Stimpy : Stimpy

## Radio
- 1963 : Turlututu : Turlututu

## Hommages
Le 19 septembre 2008, le maire de Montréal, Gérald Tremblay et le maire de l'arrondissement de Rosemont–La Petite-Patrie, André Lavallée, dévoilent les noms de la bibliothèque Marc-Favreau et du parc Luc-Durand aménagés sur le site des anciens ateliers municipaux situés au 700, boulevard Rosemont.